# Albert Rosellini

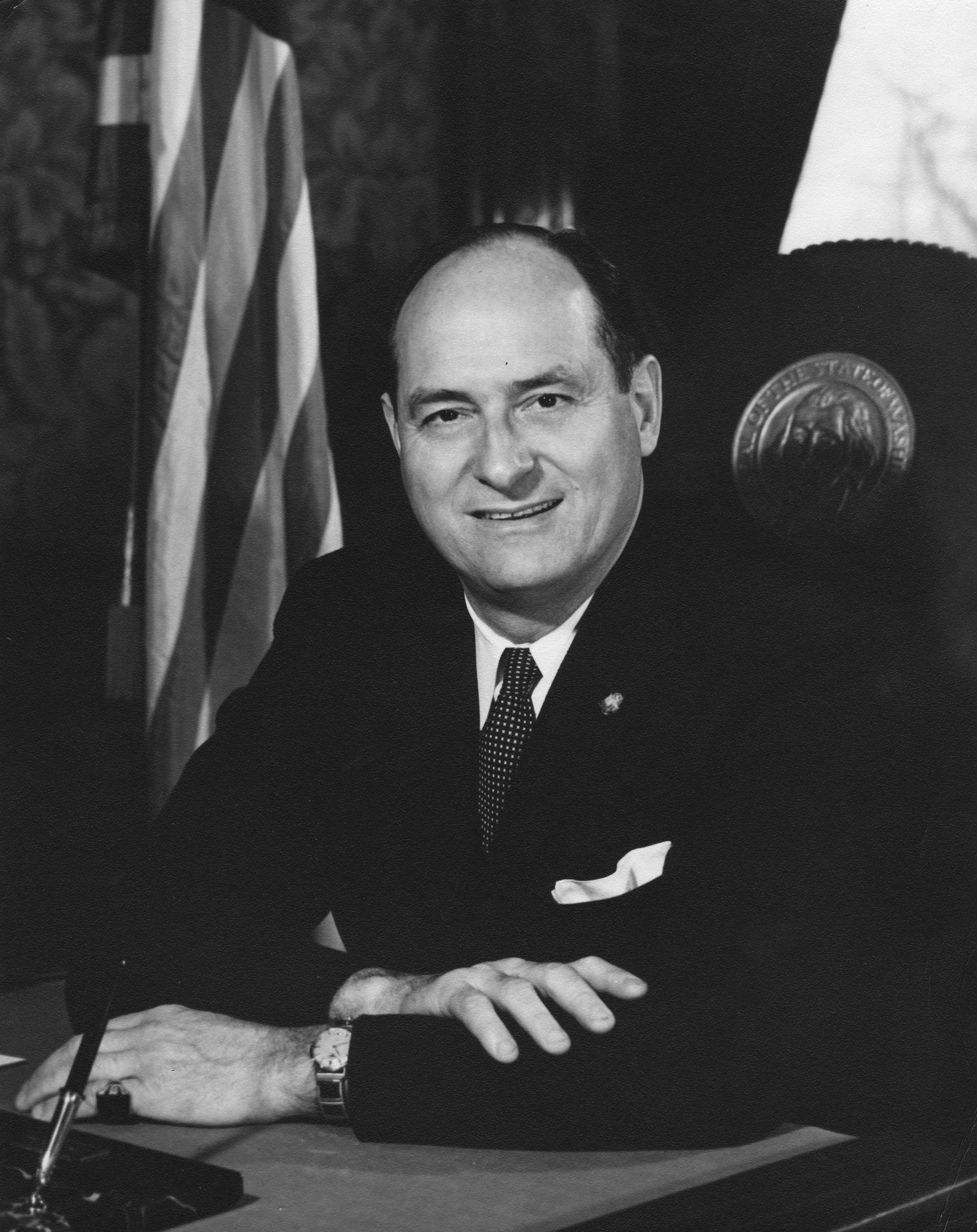
Albert Rosellini

Albert Dean Rosellini (* 21. Januar 1910 in Tacoma, Washington; † 10. Oktober 2011 in Seattle, Washington) war ein US-amerikanischer Politiker und von 1957 bis 1965 der 15. Gouverneur des Bundesstaates Washington.
Seit dem Tod von Elmer L. Andersen, dem ehemaligen Gouverneur von Minnesota, im Jahr 2004 war er der älteste noch lebende frühere Gouverneur aller US-Bundesstaaten. Mit 101 Jahren und neun Monaten erreichte Rosellini von allen bisher amtierenden Gouverneuren in der Geschichte der USA das höchste Lebensalter.

## Karriere

### Frühe Jahre und politischer Aufstieg
Albert Rosellini studierte bis 1933 an der University of Washington Jura. Danach war er zwischen 1933 und 1941 stellvertretender Bezirksstaatsanwalt im King County. Von 1941 bis 1943 fungierte er als stellvertretender Justizminister des Staates Washington. Außerdem war er von 1938 bis 1956 Mitglied des Staatssenats.
Im Jahr 1956 wurde er als Kandidat der Demokratischen Partei zum neuen Gouverneur gewählt: Mit 54,6 Prozent der Stimmen setzte er sich gegen den Republikaner Emmett T. Anderson durch.

### Gouverneur von Washington
Rosellini trat sein Amt am 14. Januar 1957 an. Nach einer Wiederwahl im Jahr 1960 konnte er es bis zum 11. Januar 1965 ausüben. In seiner Amtszeit wurden die Krankenhäuser für geistig Behinderte und die Strafanstalten des Staates besser ausgestattet. Mit dem Department of Commerce and Economic Development wurde ein kombiniertes Handels- und Wirtschaftsministerium geschaffen. Auf dem Gebiet des Haushaltswesens wurde ein neues Verrechnungssystem eingeführt. Im Jahr 1957 wurde das sogenannte „Washington Public Power Supply System (WPPS)“ eingeführt, das die Energiereserven des Staates besser ausnutzen sollte. Ebenfalls in Rosellinis Amtszeit fand 1962 in Seattle die Weltausstellung (Century 21 Exposition) statt. Im Jahr 1964 bewarb sich Rosellini für eine dritte Amtszeit. Diesmal unterlag er aber Daniel J. Evans und musste daher im Januar 1965 aus seinem Amt ausscheiden.

### Weiterer Lebenslauf
Nach seiner Gouverneurszeit zog sich Rosellini aus der Politik zurück. Er blieb aber weiter als Rechtsanwalt tätig. Auch Anfang des 21. Jahrhunderts war er trotz seines hohen Alters auf diesem Gebiet noch aktiv. In den Jahren nach 1965 war er auch an verschiedenen geschäftlichen Unternehmen beteiligt. So gehörten ihm beispielsweise eine Tankstelle und eine Autowaschanlage. Er besaß auch ein Ölunternehmen und war im Bierhandel tätig. Seit 1988 ist die Brücke der Autobahn 520 über den Lake Washington als Governor Albert D. Rosellini Bridge—Evergreen Point nach ihm benannt.